# Broom, Warwickshire
Broom är en by i Warwickshire i England. Byn är belägen 22,5 km 
från Warwick. Orten har 585 invånare (2015). Byn nämndes i Domedagsboken (Domesday Book) år 1086, och kallades då Brome.